# 瓦滕海姆
瓦滕海姆是德国莱茵兰-普法尔茨州的一个市镇。总面积12.53平方公里，总人口1613人，其中男性810人，女性803人（2011年12月31日），人口密度129人/平方公里。